# Rosca M42

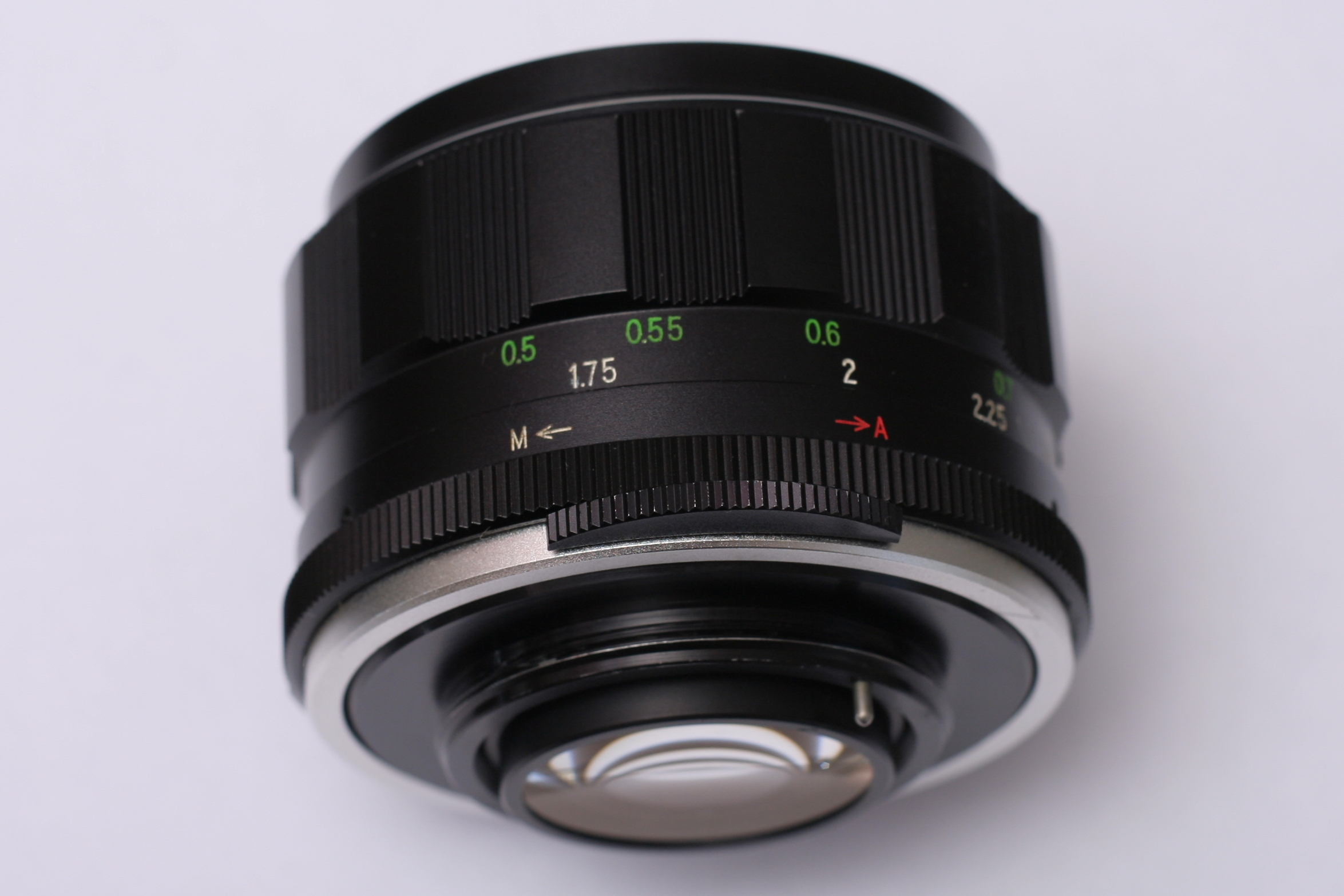
Objetivo Ricoh Rikenon 55mm f1.4 con montura rosca M42

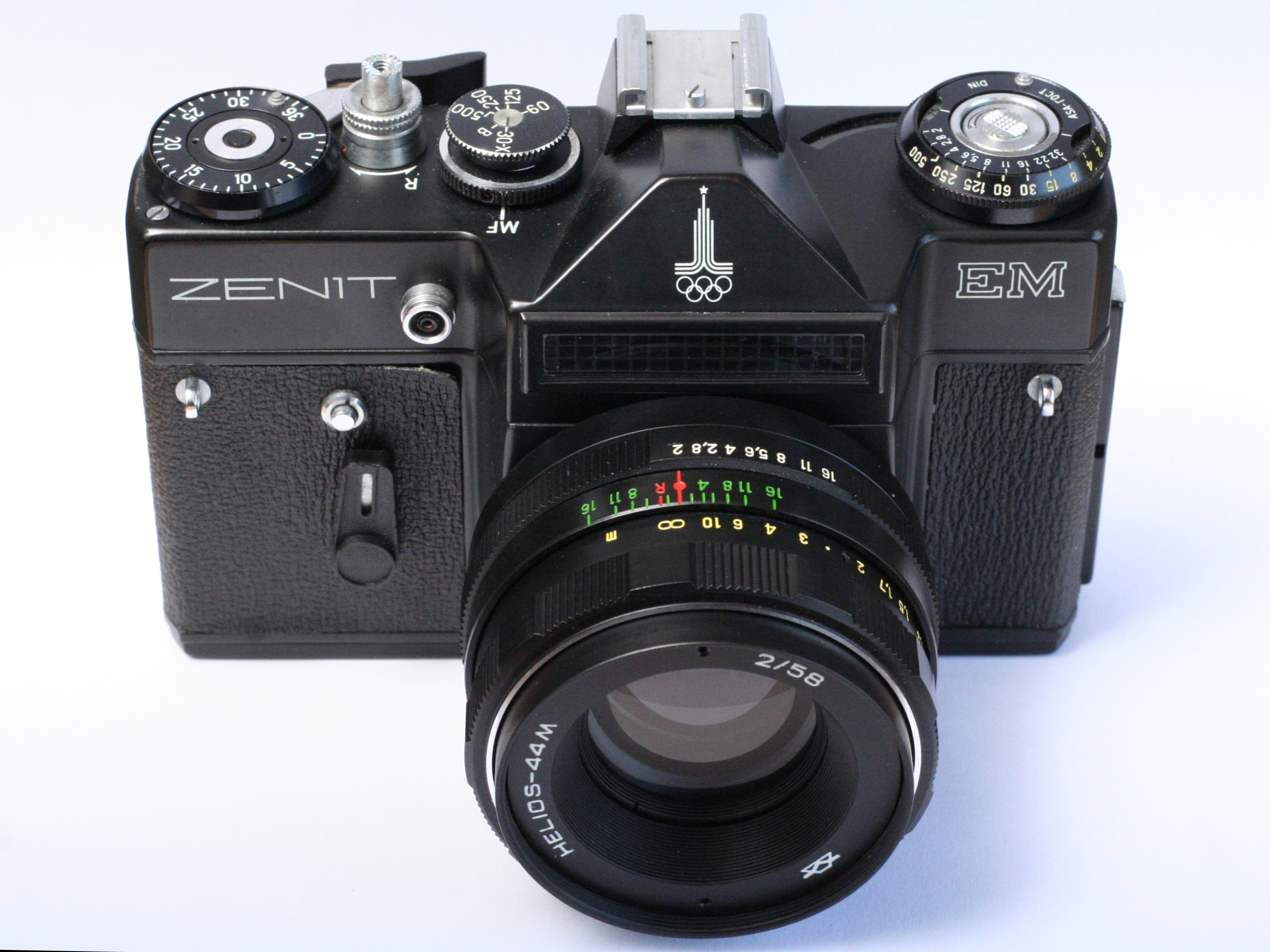
Zenit EM y Helios-44M 2/58 con rosca M42 de 1978 Edición Conmemorativa Juegos Olímpicos de Moscú 1980

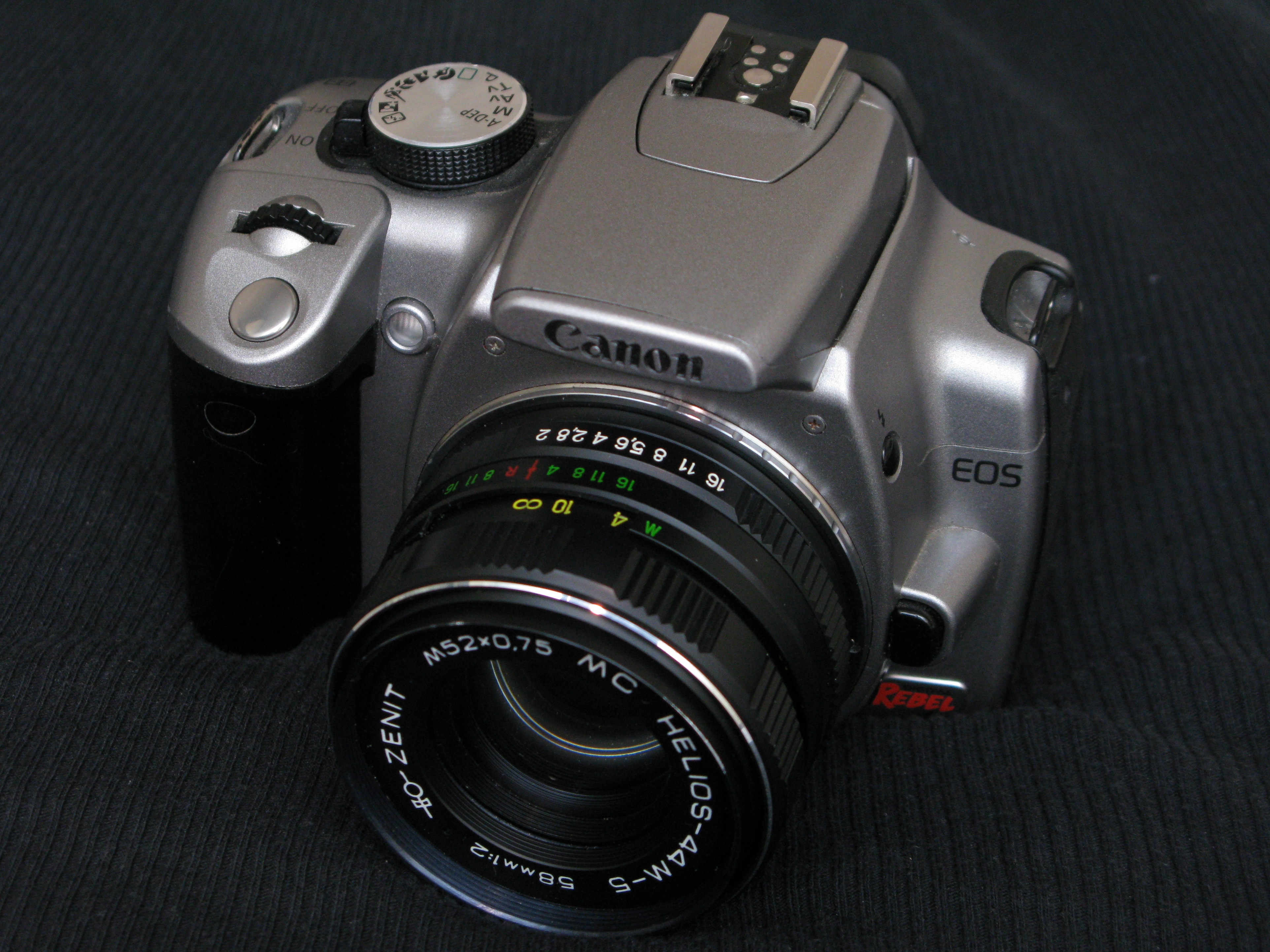
Canon EOS Rebel XT con objetivo Helios-44M-5 58mm f2 y adaptador montura rosca M42 a Canon EOS EF

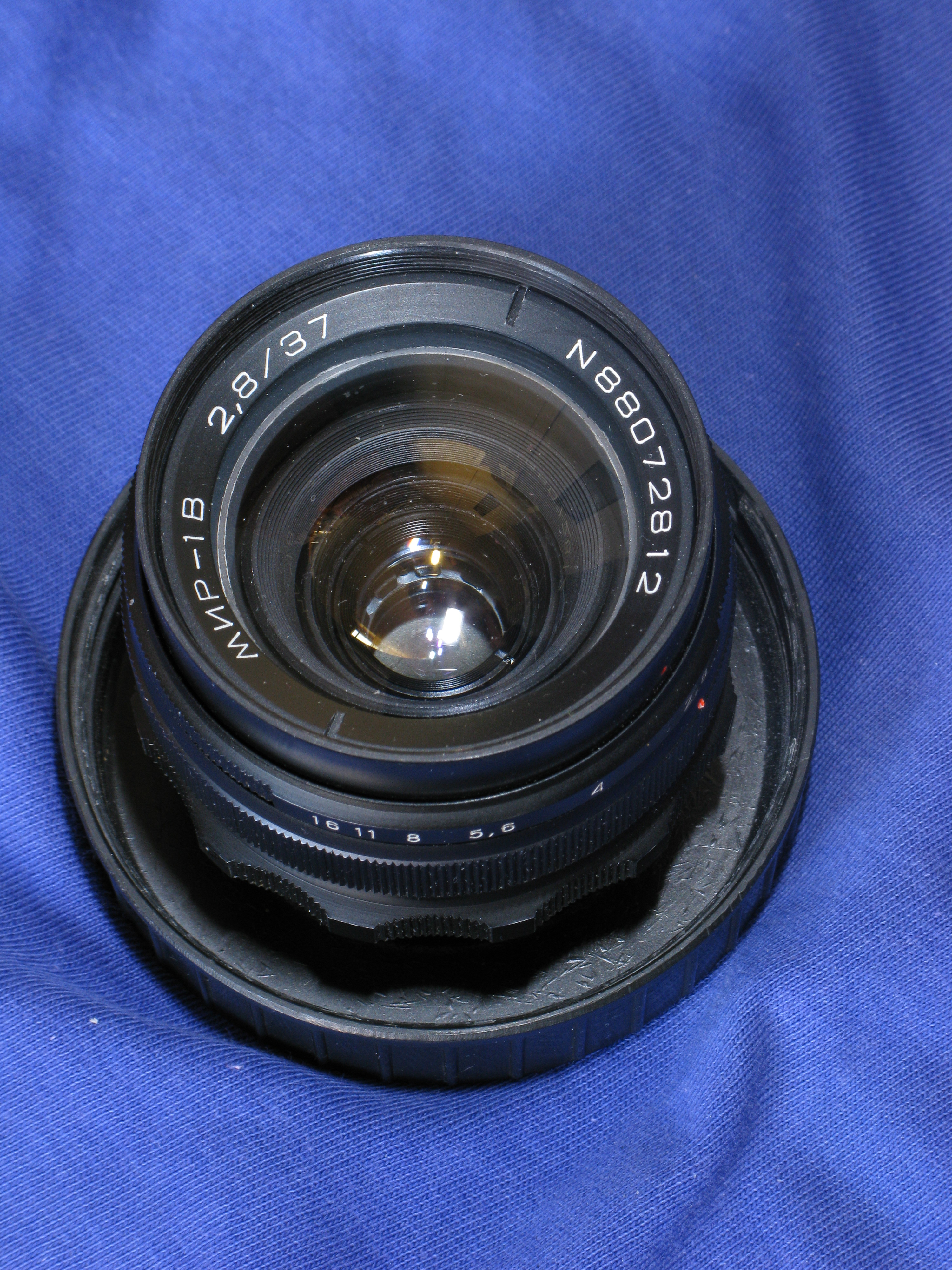
Vista frontal del objetivo Mir-1B 37mm f2,8 con montura M42

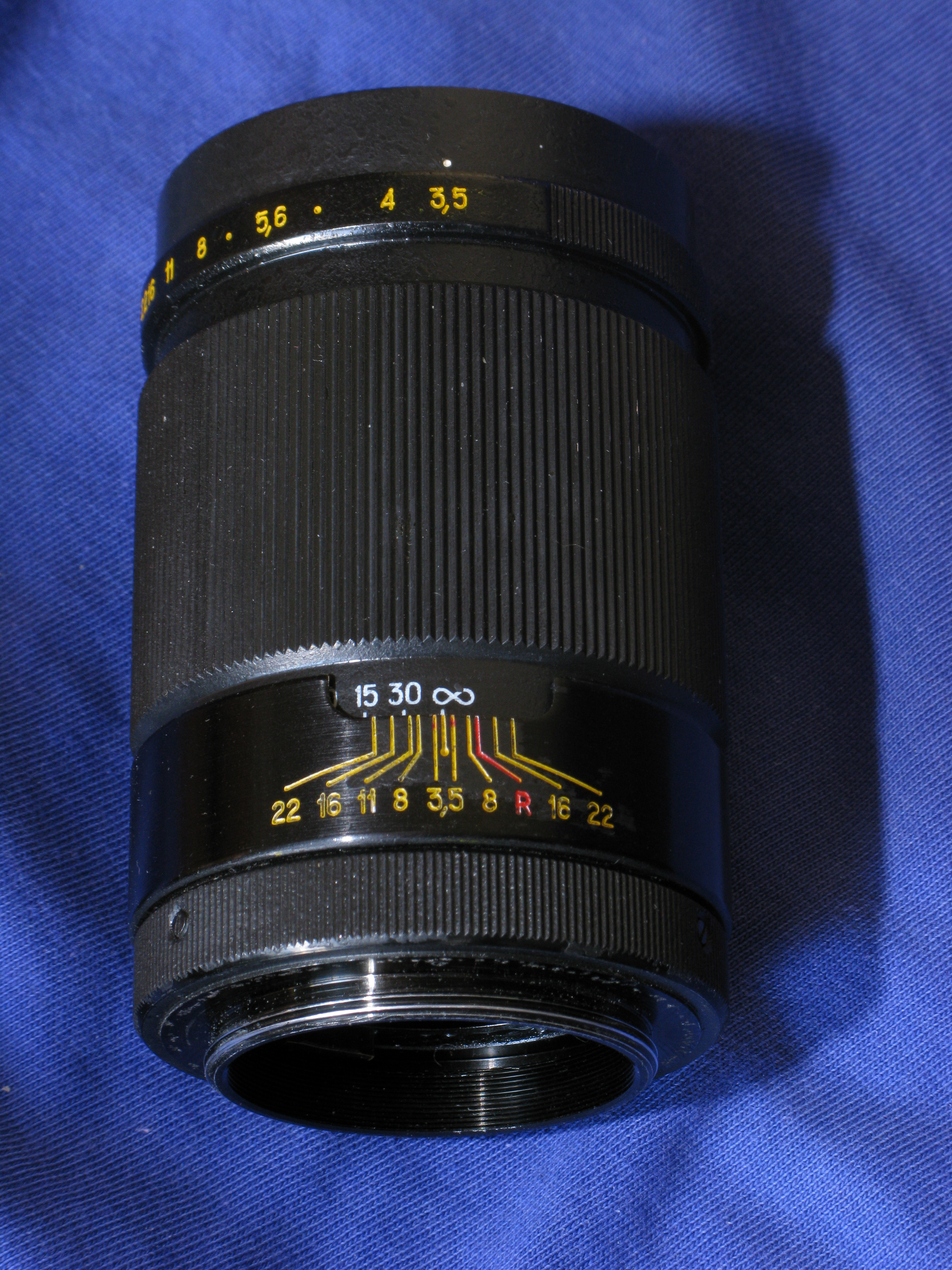
Vista superior del objetivo Júpiter-37A con montura M42

La montura de objetivos M42 es un estándar para el acople de objetivos a rosca en cámaras de 35 mm, principalmente para el tipo de cámaras réflex de único objetivo.

## Origen de la montura M42
La montura a rosca M42 es la sucesora de la antigua rosca M39 y proviene de una época en la que los fabricantes de cámaras aún no intentaban vincular a los clientes a su propio sistema a través de monturas de lentes patentadas a bayoneta.
Llamada también M42 × 1 mm, lo que significa que es una rosca de tornillo métrico de 42 mm de diámetro y 1 mm de paso. Fue utilizada por primera vez en la cámara Zeiss Contax S de 1949, de la  VEB Zeiss Ikon Dresden de la República Democrática Alemana, que luego de fusionarse con otros fabricantes tomó el nombre de Veb Pentacon, fabricante de las cámaras Praktica. La montura de rosca M42 se hizo muy conocida en Japón bajo la marca Praktica, y se le conoce allí como 'montura Praktica'. Puesto que no había elementos de propiedad registrada en Occidente sobre la montura M42 ésta fue usada por muchos otros fabricantes, lo que dio lugar a que se la llamase 'montura universal' o 'rosca universal'. La montura M42 fue popularizada por Pentax, por lo que también se conoce como 'montura Pentax a rosca'.
Tiene un registro de 45,5mm, aunque 45,46mm también se cita en particular en los manuales de Pentax.

## Marcas de cámaras fabricadas con montura M42
- Chinon, varias cámaras SLR de Japón.
- Contax, varias cámaras SLR de la República Democrática Alemana.
- Cosina, varias cámaras SLR de Japón.
- Edixa Reflex, varias cámaras SLR de la República Federal de Alemania.
- Fuji, varias cámaras SLR de Japón (excluida la serie X).
- Mamiya, varias cámaras SLR de Japón (excluida la serie E).
- Olympus, una cámara SLR de Japón.
- Pentax, varias cámaras SLR de Japón (excluida la serie K).
- Petri, varias cámaras SLR de Japón.
- Praktica, varias cámaras SLR de la República Democrática Alemana (excluida la serie BE).
- Ricoh, varias cámaras SLR de Japón (excluida la serie K).
- Voigtländer: Bessaflex TM (2003–2007), SLR de fabricación japonesa.
- Yashica, varias cámaras SLR de Japón.
- Zeiss Ikon: Icarex TM y SL-706, SRL de la República Federal de Alemania.
- Zenit, varias cámaras SLR de la URSS, Rusia y Bielorrusia.

## Marcas de objetivos fabricados con montura M42

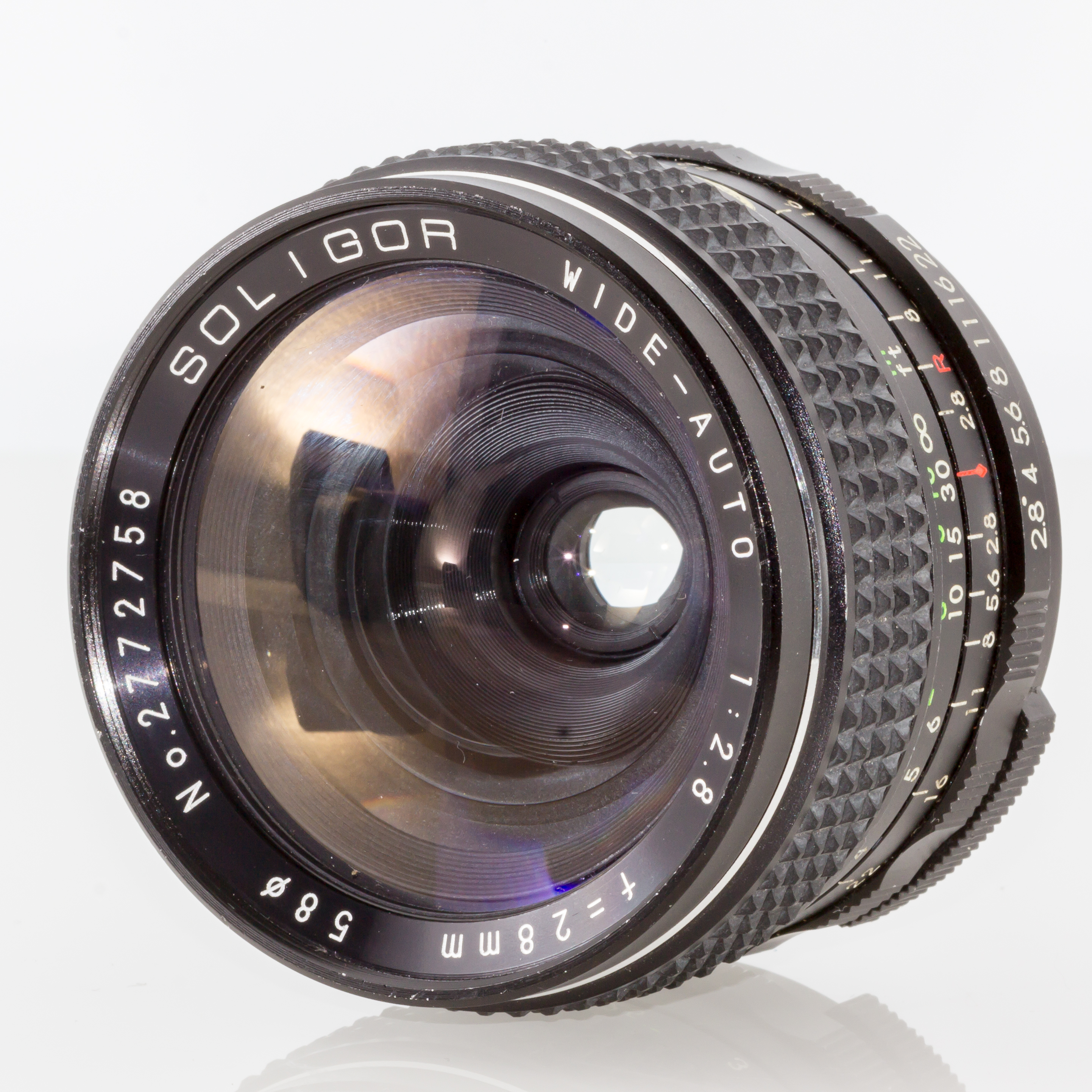
Lente wide-auto de 28mm

Muchos fabricantes produjeron objetivos con montura M42, bajo diferentes marcas, entre ellas: Accura, Arco, Aragon, Astro-Berlin, Avanar, Beroflex, Berolina, Carl Zeiss Jena, Carl Zeiss, Cimko, Cosina, Chinon, Cunor, Edixa, Enna, Feinmess, Fuji, Fujita, Hoya, Ichizuka, Isco, Kilfitt, KMZ, Komura, Kyoei Acall, E. Ludwig, Mamiya, Meyer-Optik Görlitz, Miida, MMZ, Olympus, Osawa, Panagor, Paragon, Pentacon, Pentax, Petri, Piesker, Porst, Revuenon, Rexatar, Ricoh, Rodenstock, Rollei, Schacht, Schneider-Kreuznach, Sigma, Soligor, Steinheil, Sun, Tamron, Telesar, Tokina, Tomioka, Vivitar, Voigtländer, Yashica, Zenit, etc.

## La montura T2
La montura T2 de Tamron también utiliza una rosca de 42 mm, pero el paso es más fino, es de 0,75 mm y tiene un registro mayor, es decir, el elemento trasero del objetivo está más lejos del plano de la película. Las dos monturas no son compatibles entre sí, y el intento de montar un objetivo M42 en una cámara T2, y viceversa, podría dañar las roscas, tanto en el objetivo como en la montura de la cámara.

## Reemplazo de la montura M42 por monturas a bayoneta
La montura a rosca M42 fue reemplazada por distintas monturas a bayoneta que cada fabricante desarrolló y prácticamente se dejó de fabricar a fines de la década de 1970 y principios de la de 1980, aunque con cuatro excepciones: Praktica que continuó produciéndola unos 10 años más, varios fabricantes soviéticos y rusos como Zenit y la japonesa Cosina que aún fabrican objetivos M42 y la cámara japonesa Bessaflex TM de Cosina que se fabricó entre 2003 y 2007.

## Uso de objetivos con montura M42 en cámaras digitales
Los objetivos con montura M42 han tenido un resurgir en su uso en la era digital debido a la compatibilidad, vía adaptadores, con varias monturas de cámaras digitales tanto réflex como sin espejo y al carácter, precio, diversidad, cantidad y calidad tanto óptica como mecánica de los viejos objetivos M42. No todos los objetivos M42 se pueden usar con cámaras con otras monturas porque ciertos objetivos, en particular grandes angulares, tienen lentes posteriores que ingresan varios milímetros en el cuerpo de la cámara y pueden chocar con el espejo cuando éste se mueve.